# Pietro Pariati

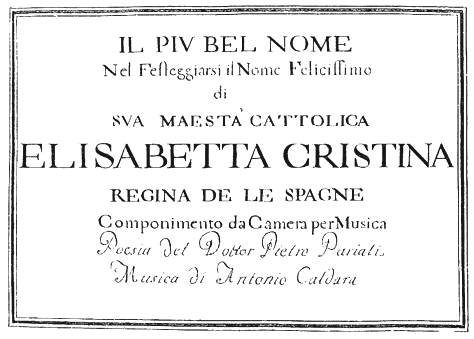
Portada de Il più bel nome, ópera de Antonio Caldara con libreto de Pariati (1708)

Pietro Pariati (Reggio nell'Emilia, 27 de marzo de 1665-Viena, 14 de octubre de 1733) fue un escritor, poeta y libretista de ópera italiano. 

## Biografía
Inició su andadura profesional como secretario del duque de Módena. Tras una estancia en Madrid y Barcelona, vivió durante quince años en Venecia, hasta que fue nombrado poeta imperial en Viena (1714).
Fue autor de diversos libretos de ópera, en solitario o en colaboración con otros escritores, especialmente Apostolo Zeno. Para sus argumentos, adaptó diversas obras literarias de su tiempo, y actualizó antiguos libretos del siglo anterior. Entre los escritores en los que se basó destacan Molière y Cervantes. Se hizo famoso por sus ingeniosas escenas cómicas, así como por sus intermezzi, con un estilo fantasioso y algo satírico. Escribió textos para unas catorce óperas y trece oratorios.
Fue uno de los libretistas habituales de Johann Joseph Fux. Su mayor éxito conjunto fue Costanza e Fortezza (1723), estrenada en Praga en la coronación del emperador Carlos VI como rey de Bohemia.